# Barkhagen
Barkhagen település Németországban, Mecklenburg-Elő-Pomeránia tartományban. Lakosainak száma 602 fő (2023. december 31.).

## Népesség
A település népességének változása:
| Lakosok száma | 623  | 631  | 622  | 604  | 616  | 602  |
|               | 2014 | 2017 | 2019 | 2021 | 2022 | 2023 |